# Xiquexique
Xiquexique és gènere de cactus que es distribueix a l'est del Brasil.

## Descripció
El gènere Xiquexique comprèn cactus que van des de la forma columnar a l'arbustiva. Les seves tiges principals creixen dretes, sovint amb branques arquejades que corren paral·leles al terra. Aquestes tiges solen tenir entre 4 i 15 costelles, i els seus fruits solen mostrar restes florals que es mantenen erectes en lloc d'enfonsar-se a l'àpex del pericarpi. Aquesta distinció morfològica de Pilosocereus es caracteritza per les tiges ramificades en forma de canelobres de Xiquexique, costelles sinuades i l'absència de restes florals enfonsades al pericarpi del fruit.

## Taxonomia
El gènere Xiquexique va ser descrit per Pâmela Lavor, Alice M. Calvente i Leonardo M. Versieux i publicat a PlantNow 1(2): 63, a l'any 2020.
Etimologia
- Xiquexique: nom geogràfic que fa referència al municipi brasiler de estat de Bahia Xique-Xique.

Espècies acceptades
- Xiquexique frewenii (Zappi & N.P.Taylor) Lavor & Calvente
- Xiquexique gounellei (F.A.C.Weber ex K.Schum.) Lavor & Calvente
- Xiquexique × heptagonus N.P.Taylor & Albuq.-Lima
- Xiquexique tuberculatus (Werderm.) Lavor & Calvente[4][5]